# NGC 2219
NGC 2219 – gromada otwarta znajdująca się w gwiazdozbiorze Jednorożca. Odkrył ją 19 lutego 1830 roku John Herschel. Jest położona w odległości ok. 6,6 tys. lat świetlnych od Słońca.